# Бенитес, Оскар
Оскар Хуниор Бенитес (исп. Óscar Junior Benítez; 14 января 1993 года, Адроге) — аргентинский футболист, играющий на позиции полузащитника. Ныне выступает за клуб «Атлетико Пальмафлор».

## Биография
Оскар Бенитес — воспитанник аргентинского клуба «Ланус». 6 мая 2012 года он дебютировал в аргентинской Примере, выйдя на замену во втором тайме гостевого матча против «Годой-Круса». 1 декабря 2013 года Бенитес забил свой первый гол на высшем уровне, выведя свою команду вперёд в домашнем поединке с «Бокой Хуниорс». 22 февраля 2014 года он сделал дубль в домашней игре против «Велес Сарсфилда».
В составе «Лануса» Оскар Бенитес стал в 2013 году обладателем Южноамериканского кубка, а в 2014 году играл в Рекопе Южной Америки. В финальном матче чемпионата Аргентины 2016 года против «Сан-Лоренсо» Бенитес открыл счёт в матче, положив начало итоговому разгрому соперника и завоеванию «Ланусом» второго титула чемпиона Аргентины в его истории.
В середине 2016 года подписал контракт с португальской «Бенфикой» на пять лет.

## Достижения
«Ланус»
- Чемпион Аргентины (1): 2016
- Обладатель Южноамериканского кубка (1): 2013

 «Бока Хуниорс»
- Чемпион Аргентины (1): 2016/17